# Baba (hradiště)

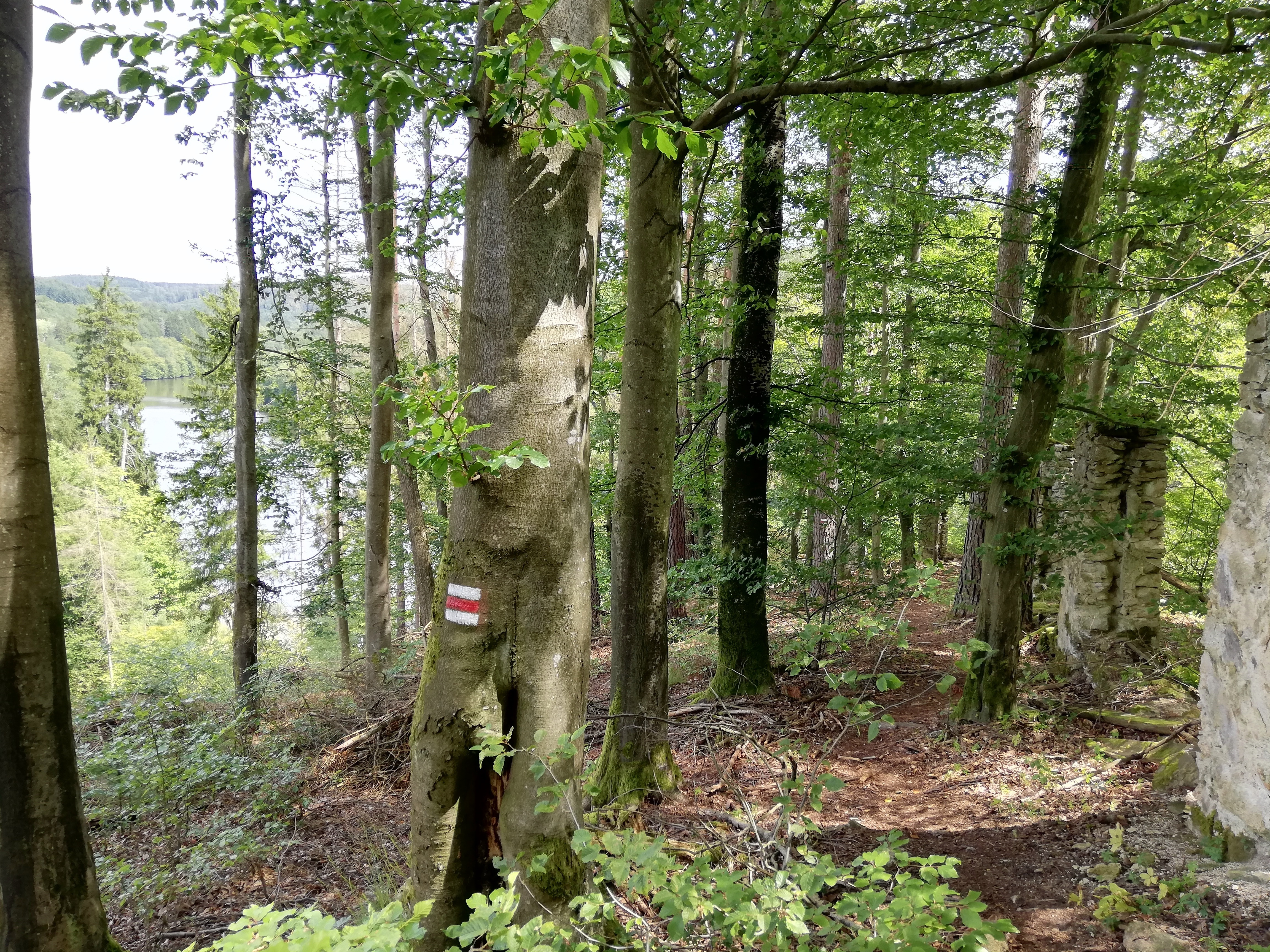
Turistická stezka vedoucí okolo hradiště Baba

Baba je pravěké hradiště na stejnojmenném vrchu nad levým břehem Vltavy asi 2,5 kilometru severně od Hluboké nad Vltavou v okrese České Budějovice. Nachází se na území Staré obory nad příkrým údolním svahem Vltavy chráněným jako přírodní památka Baba. Hradiště pochází ze starší doby bronzové a dochovaly se z něj pozůstatky opevnění v podobě valů a příkopů. Od roku 1963 je chráněno jako kulturní památka.

## Historie
První písemná zmínka o hradišti pochází z roku 1883, kdy Jan Nepomuk Woldřich publikoval výsledky svého archeologického výzkumu opevnění, který v předcházejících letech uskutečnil spolu s Jan Adolf II. ze Schwarzenbergu. Z dalších badatelů se hradišti věnovali především Bedřich Dubský v roce 1945 a o rok později také Josef Maličký. Moderní zaměření hradiště doprovázené vytvořením nového plánu a drobným výzkumem v místě vyvráceného stromu proběhlo roku 2005.
Novodobý výzkum umožnil rozpoznat dvě fáze osídlení lokality v mladší fázi starší doby bronzové (2000–1600 př. n. l.) a v pozdní době bronzové (1000–800 př. n. l.). V obou obdobích hradiště představovalo opěrný bod u předpokládané obchodní cesty podél Vltavy. Starší osídlení spadá do období tzv. věteřovské skupiny, zatímco nálezy z mladšího období patří ke štítarské kultuře.
Ve starší době bronzové se hradiště nacházelo v hustě osídlené krajině a blízké rovinné sídliště leželo poblíž Křesína v Hluboké nad Vltavou. Centrem osídlení na pravém břehu Vltavy bylo hradiště na Hradci u Dobřejovic vzdálené od Baby pouze 2,5 kilometru. Vzájemný vztah obou hradišť je nejasný. Je možné, že byla osídlena ve stejné době, i to, že jedno z nich nahradilo starší sídlo. Byla-li obě hradiště osídlená ve stejné době, mohla plnit odlišné funkce. Zatímco hradiště na Babě umožňovalo přímou kontrolu řeky a průběžné komunikace, Hradec mohl sloužit jako sídlo vládce nebo sakrální centrum. V pozdní době bronzové naopak hradiště na Babě představovalo izolovaný bod v řídce osídlené krajině. Nejbližší známé sídliště z té doby se nacházelo u Tuchonic a opevněné výšinné sídliště stávalo až na Dívčím kameni.

## Přírodní poměry

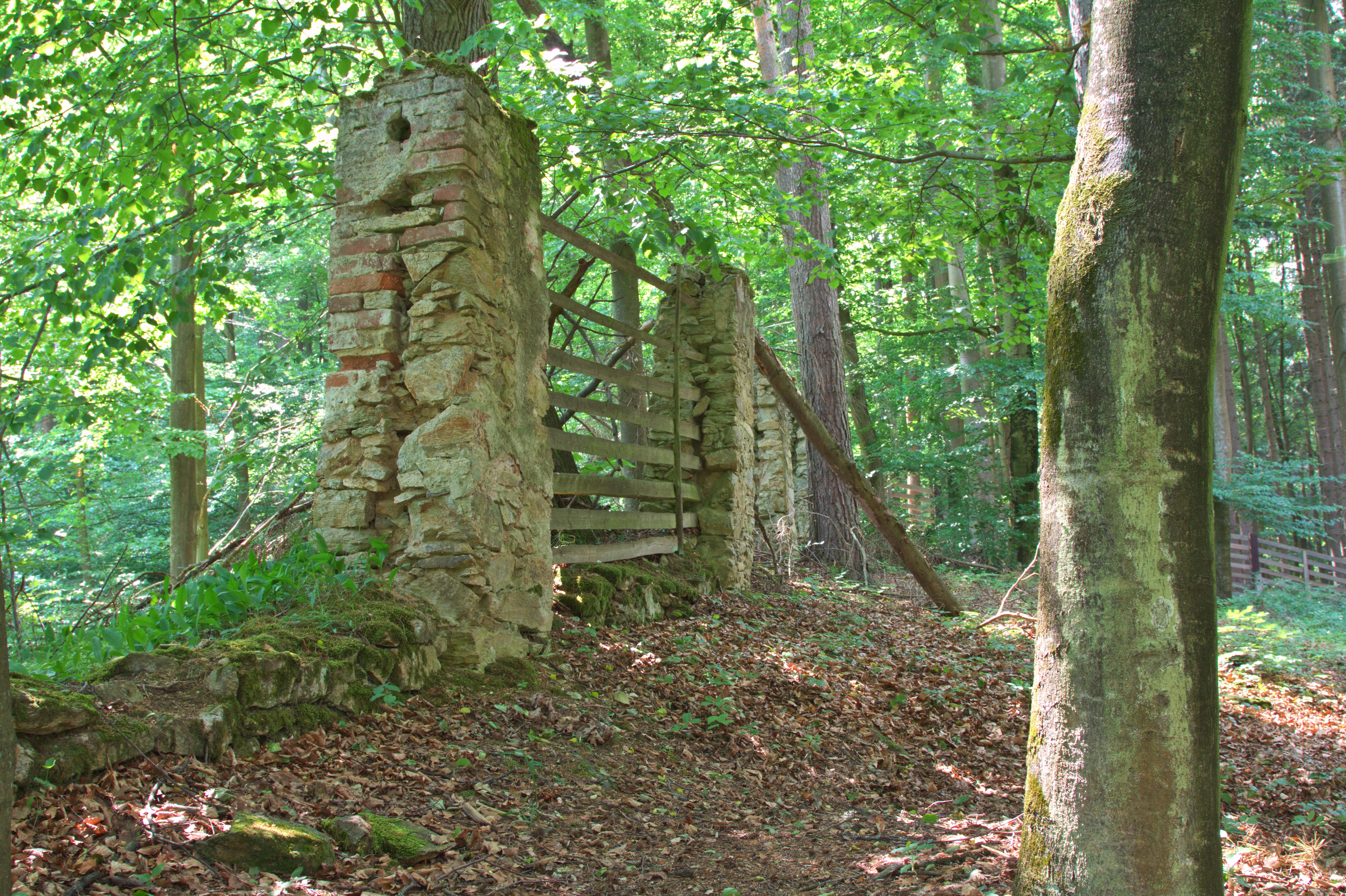
Ohradní zeď obory v přírodní památce Baba

V geologickém podloží hradiště se nachází muskovit-biotitická ortorula, na které se vyvinula hnědá půda. Lokalita se nachází v Táborské pahorkatině, konkrétně v geomorfologickém podcelku Písecká pahorkatina a okrsku Ševětínská vrchovina. Převýšení nad hladinou Vltavy dosahuje sedmdesáti metrů, přičemž řeka pro hradiště představovala hlavní zdroj vody. Na východě se nachází výrazný skalní útvar oddělený padesát metrů širokým sedlem. Místo je porostlé dubovým lesem s příměsí buku a lípy.

## Stavební podoba
Lokalita se nachází v závěru táhlého svahu, který stoupá směrem k východu. Na východním okraji hradiště terén prudce klesá k Vltavě. Svah je natolik strmý, že na východní straně nebylo nutné budovat opevnění. Zbývající tři strany jsou ohrazeny dvojicí souběžných, obloukovitě vedených příkopů a valů. Opevnění vymezuje prostor s rozlohou 2,65 hektaru. Plocha mezi oběma liniemi opevnění má podobu obloukovité plošiny široké deset až patnáct metrů s celkovou rozlohou 0,41 hektaru. Její okraje jsou lemovány drobnými vyvýšeninami, které byly v minulosti mylně považovány za další dva valy.
Opevnění podrobně prozkoumal již Jan Nepomuk Woldřich. Vnější val je dlouhý 380 metrů. Jeho šikmá výška se pohybuje od šesti do devíti metrů. Za valem vede příkop široký pět až osm metrů. Druhá linie opevnění se nachází za plošinou a koruna druhého valu je od vnějšího vzdálená 40–45 metrů. Ještě před vnitřním valem se táhne příkop široký pět až šest metrů. Samotný vnitřní val měří 255 metrů. V severozápadní části je opevnění přerušeno novodobou cestou určenou ke svážení dřeva. Původní vstup do hradiště se nacházel nejspíše v jižní části opevnění. Závěry obou valů na východní straně byly poškozeny při stavbě ohradní zdi obory. Neexistuje již ani východní část plošiny, která bývala mimo oboru a zanikla buď v důsledku těžby kamene, nebo erozí.
Podoba původních hradeb není známá. Jan Nepomuk Woldřich i Bedřich Dubský oba valy sice prozkoumali, ale výsledky jejich výzkumů se lišily. Výzkum z devatenáctého století zachytil ve vnějším valu vrstvu propálené hlíny o mocnosti 1,2 metru, kterou však Bedřich Dubský v jiné části opevnění nenalezl.

## Přístup
Podél oplocení obory vede červeně značená turistická trasa z Hluboké nad Vltavou do Purkarce a souběžně s ní také naučná stezka Hluboká nad Vltavou – Poněšice.